# Wakacje z duchami (powieść)
Wakacje z duchami – powieść dla młodzieży Adama Bahdaja wydana po raz pierwszy w 1962 w Warszawie przez Wydawnictwo „Nasza Księgarnia” w serii „Klub Siedmiu Przygód” z ilustracjami Bohdana Butenki. Autor zakończył pisanie książki w Zakopanem we wrześniu 1961.

## Fabuła
Powieść opisuje dalsze losy bohaterów powieści Do przerwy 0:1: Maniusia „Paragona”, Felka „Mandżaro” i Bogusia „Perełki”. Zaproszeni przez panią Lichoniową, ciotkę Perełki, trzej bohaterowie spędzają wakacje w leśniczówce nad jeziorem. W pobliskim zamku dochodzi do niezwykłych wydarzeń, przypisywanych działaniom duchów: pojawiają się światła, hałasy i widmowe postacie. Chłopcy zakładają klub detektywów, by wyjaśnić tajemnicze zjawiska. Wkrótce przekonują się, że zamek ukrywa jakiś sekret, a po okolicy krąży wielu dziwnych i podejrzanych osobników.

## Adaptacja filmowa
Na podstawie książki nakręcono w 1970 serial telewizyjny pod tym samym tytułem.

## Edycje
- 1962: w serii Klub Siedmiu Przygód, Wydawnictwo „Nasza Księgarnia”, Warszawa 1962
- 1966: w serii Klub Siedmiu Przygód, Wydawnictwo „Nasza Księgarnia”, Warszawa 1966
- 1975: w serii Biblioteka Młodych, Wydawnictwo „Nasza Księgarnia”, Warszawa 1975, 298 ss.
- 1987: w serii Klub Siedmiu Przygód, Wydawnictwo „Nasza Księgarnia”, Warszawa 1987, 254 ss.
- 1988: wydanie VII Nasza Księgarnia w serii Klub siedmiu przygód. Nakład 50.000, 256 stron.
- 2007: 254 ss.
- 2016: jako tom 17. serii Klub książki przygodowej wydawanej przez Wydawnictwo Edipresse-Kolekcje, Warszawa 2016 ss. 303 ISBN 978-83-7989-762-9